# ミシェル・ネイ
ミシェル・ネイ（フランス語: Michel Ney, 1769年1月10日 - 1815年12月7日）は、フランス革命戦争およびナポレオン戦争期に活躍したフランスの軍人（フランス元帥）。ナポレオン・ボナパルトの側近の一人で、彼をしてle Brave des Braves（勇者の中の勇者）と言わしめた。姓のNeyは本来は二重母音「ネイ」ではなく、フランス語発音: [ˈnɛ]と読む。

## 生涯

### 出生から青年時代
1769年1月10日、当時フランス領であったザール地方ザールルイ（ロレーヌに含まれているとみなされていた）にて七年戦争に従軍しロスバッハの戦いに参加した元兵士で樽職人のピエール・ネイの次男として生まれる。

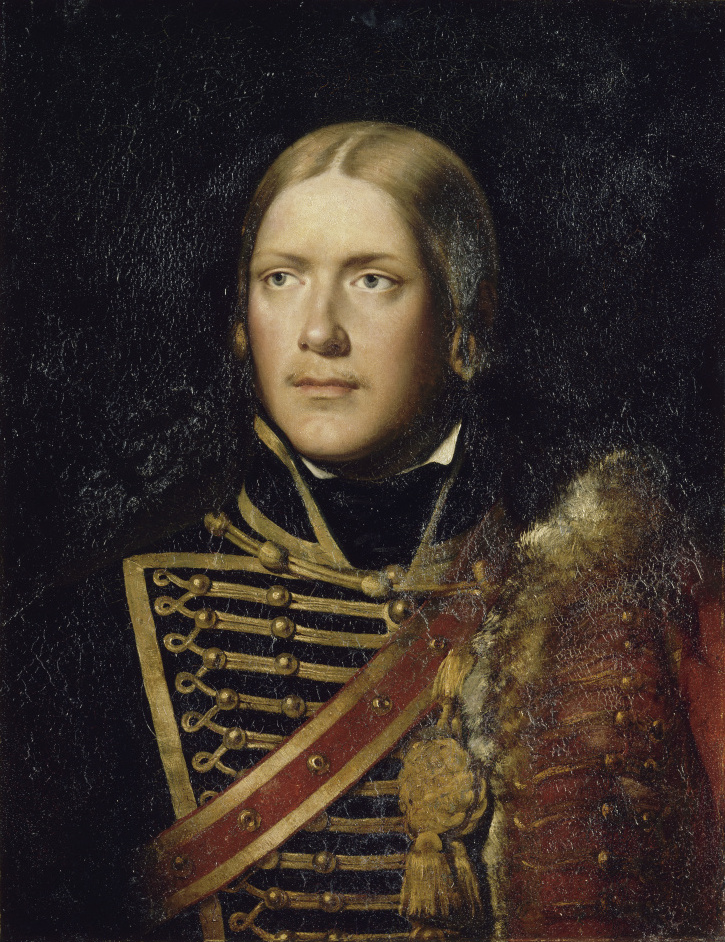
若き日のネイ（ブリュヌ画、1834年)

一度は公証人を志して法律事務所に就職したが、1787年に王国軍のユサール連隊に一兵卒として入隊。フランス革命の混乱の中で頭角を現し、1792年9月20日のヴァルミーの戦い、1793年3月18日のネールウィンデンの戦いに参加した。1794年6月、北部方面軍からサンブル川、ムーズ川方面戦線に配属された。1797年4月18日のノイヴィートの戦いで騎兵突撃を指揮した彼は、オーストリア軍の反撃を受けた際、捕虜となり、5月8日に捕虜交換で解放された。マンハイムを占領した後、2年後の1799年3月には若くして師団長に昇進した。同年5月27日のヴィンタートゥールの戦いでは、太ももと手首を負傷した。その後、負傷から回復した彼は、モロー将軍の下で、1800年12月3日のホーヘンリンデンの戦いに参加した。ここで彼は左翼軍を率いて粘り強く奮闘し、援軍として駆けつけた右翼軍のグルーシーと共に敵軍を大きく打ち破った。この活躍でナポレオンから目を付けられ、後にグルーシーと共にナポレオンの部下となった。

### 大陸軍随一の勇将
1802年、スイス和平仲裁協定（仏: Acte de Médiation）の調印のため、スイスに派遣された。同年8月5日、ナポレオンの妻ジョゼフィーヌの紹介でアグラエ・オーギュイエと結婚した。
ネイはたゆまぬ努力と、自身が見出して副官としたスイス人傭兵ジョミニ（のちに高名な軍事理論家として知られる）の助力もあって、歩兵指揮官としても優れた能力を身につけた。ネイはジョミニの著作の出版費用を負担するなど個人的に彼を援助し、ジョミニはベルティエ元帥と対立してネイのもとを離れた後も、終生ネイを敬愛していたという。
1804年5月19日、ナポレオンから元帥号を与えられた18人の1人となった。1805年、大陸軍の第6軍団を率いた彼は、9月25日にライン川を渡河、10月9日にギュンツブルクの戦いで勝利し、10月14日のエルヒンゲンの戦いでも勝利して橋梁を奪取。翌10月15日、ジャン・ランヌとともに、ミヘルスベルク (Michelsberg) 高地を包囲し、ウルムの包囲網を完成させた。10月19日にオーストリアのマック将軍は降伏してきた。その後、進軍を再開した彼の軍は、ザルツブルクを経て、11月5日、シャルニッツ (Scharnitz) とチロル (Tyrol) でヨハン大公の軍を破り、11月7日にはインスブルックを占領した。

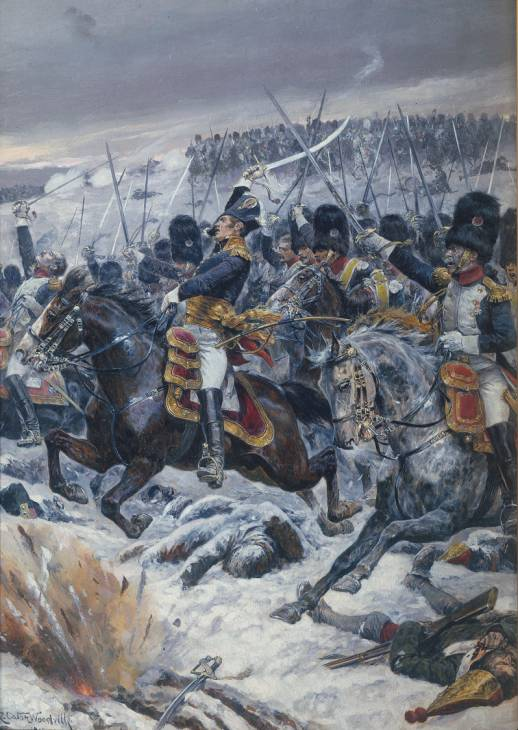
アイラウの戦いにおけるネイ（リチャード・ケートン・ウッドヴィル.jr画、1912年)

1806年のプロイセン戦役では、イエナの戦いで猪突したため敵中に孤立し、ランヌの軍団に救われた。その後、エルフルト、マグデブルクを占領した。1807年2月のアイラウの戦いでは、彼の軍による増援でナポレオンはかろうじて敗北を逃れた。その後、グットシュタットの戦いでは1万4,000人を率いて、7万人の敵軍と戦った。同年6月14日のフリートラントの戦いでは右翼を指揮すると、敵左翼をアーレ川に追い落とし、決定的勝利に貢献した。
1808年6月6日にエルヒンゲン公爵位を授けられた。この年、第6軍団を率いて半島戦争に参加、いくつかの戦いで勝利を収めた。1810年5月10日にマッセナが司令官職に就いたが、これに嫉妬したネイやジュノーは、度々衝突した。ネイはマッセナとともにポルトガルに侵攻し、シウダ・ロドリーゴ、アルメイダを占領したが、9月にブサコの戦いでウェリントンに敗れた。

### ロシア遠征
1811年3月、ナポレオンからフランスへ帰還し、ロシア遠征の準備を行うよう命じられた。

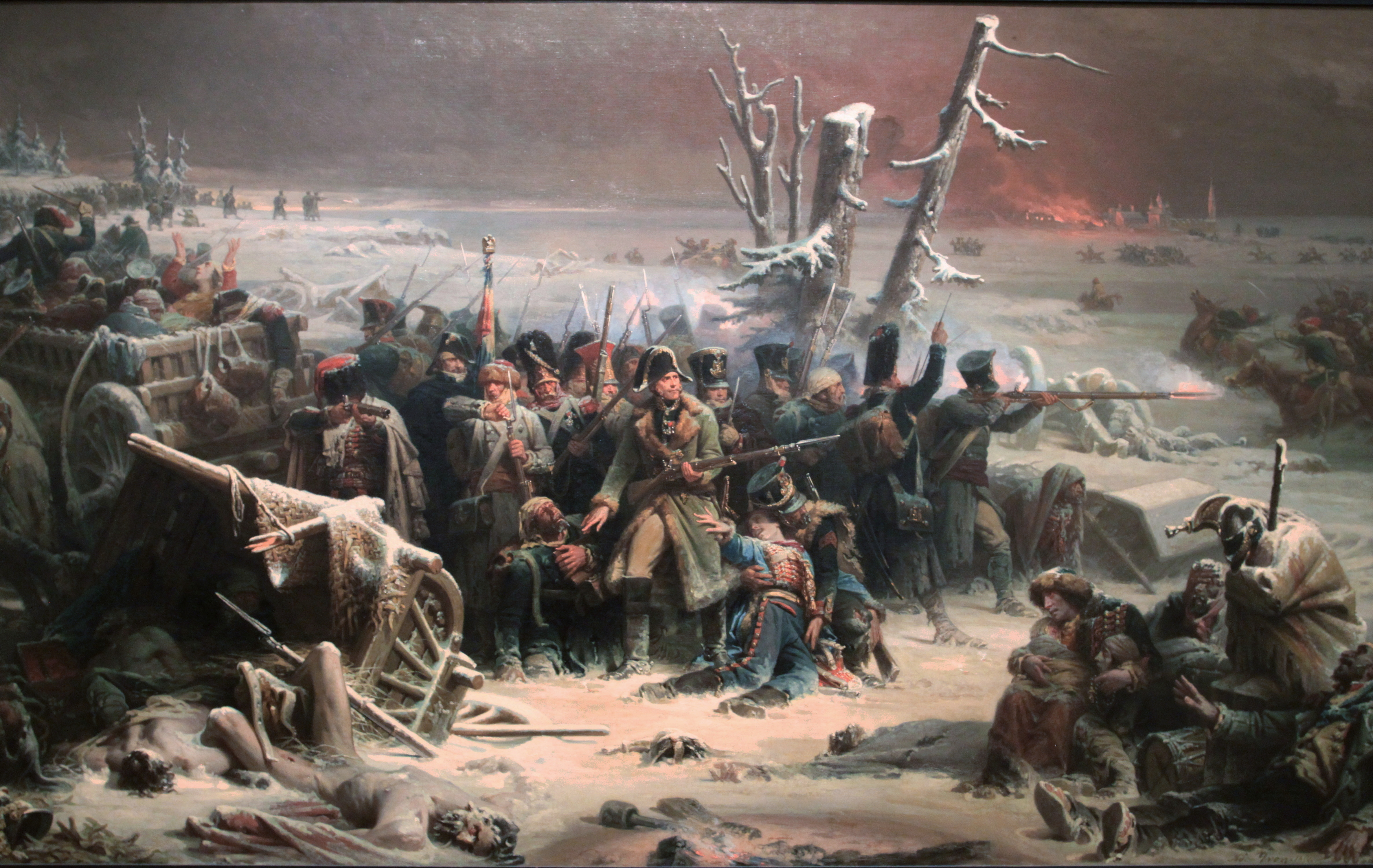
ロシア遠征退却時に陣頭指揮を執るネイ（アドルフ・イヴォン画、年月不明)

ロシア戦役では第3軍団を指揮し、8月のスモレンスクの戦いでは首に銃弾を受けて負傷したものの、ボロジノの戦いで奮戦した。モスクワからの長く困難な退却戦では、11月3日より、ダヴーに代わって後衛司令官となった。ダヴーはこの際、精神衰弱に陥っており、彼の部隊は壊滅状態となっていた。11月下旬のベレジナ川の戦いでも後衛を務め、味方の渡河を援護した。逆境で見せた粘り強さと勇気、統率力は後に伝説として語られるほどのもので、ナポレオンにも「全く何と言う男だ！フランス軍には勇者が揃っているが、ミシェル・ネイこそ真に勇者の中の勇者だ！」と言わしめている。1813年3月25日、ロシア戦役での奮戦からモスクワ大公の称号を与えられた。
その後のドイツ戦役では、4月29日のヴァイセンフェルスの戦い、5月2日のリュッツェンの戦いに参加、ドレスデンに進軍するナポレオン本体からベルリン方面に派遣された。5月20日のバウツェンの戦いでは、強行軍でシュプレー川を渡河し、敵の背後を旋回することが期待されたが、果たせなかった。9月13日のデネヴィッツの戦いでビューロー将軍に敗れた。その後、ベルナドットに撃退され、10月4日にはベルナドットの軍はエルベ川を渡河した。その後、ライプツィヒの戦いに参加している。1814年1月、ナンシーから撤退した。3月20日、アルシ＝シュル＝オーブで戦力に優るシュバルツェンベルク公に敗れた。3月31日、パリが陥落すると、ナポレオンはロワール川流域で戦うという元帥たちの献策を退けパリ奪回作戦を示したが、これに対してルフェーヴル、ベルティエ、マクドナルド、ウディノ、モンセーとともにパリが炎上するおそれがあるとして反対、息子のローマ王のためにも退位すべきだと迫った。

### 百日天下と最期
王政復古後はルイ18世に忠誠を誓い、ナポレオンがエルバ島を脱出した際、「ナポレオンを鉄の檻に入れて、引っ立てて来る。」と豪語したが、ナポレオンから親書を受け取ると3月15日にロン＝ル＝ソニーエでナポレオンに帰順、3月18日にオセールで合流した。
リニーの戦いに先立ち、イギリス軍がプロイセン軍への援軍に来られないよう、ブリュッセルとナミュールの間のカトル・ブラに派遣された（カトル・ブラの戦い）。一時的に彼はウェリントンを窮地に追い詰めたが、デルロンが援軍として到着しなかったため、彼の努力は灰塵に帰した。。

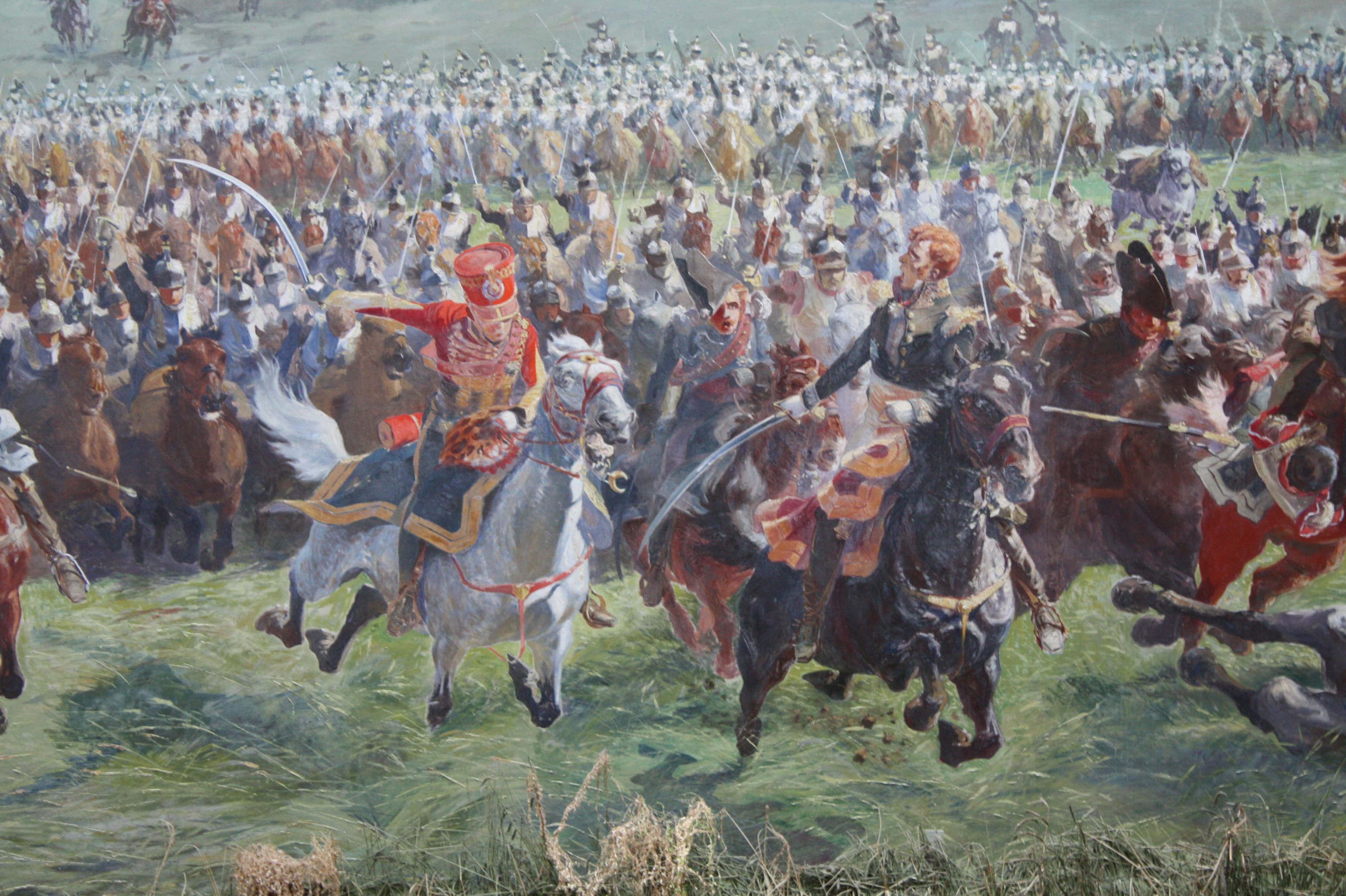
ワーテルローにおけるネイ（ルイ・デュムラン画、年月不明）

ワーテルローの戦いでは前衛で事実上の総指揮を執り、ラ・エー・サントへのデルロンの第1軍団による攻撃を命じた。この際、砲兵による支援を命じ忘れたため、フランス軍の突撃はことごとく粉砕された。15時30分、騎兵による総突撃を敢行したが、味方砲兵の支援がなかったためイギリス歩兵の方陣を効果的に崩すことができなかったものの、イギリス軍の歩兵陣地をしばらくの間蹂躙した。さらにイギリス軍左翼にプロイセン軍が到着したことによりウェリントンはイギリス軍近衛騎兵連隊を増援として差し向けたため、ネイは攻めきれず遂に退却し、勝利の機会を逃した。こののちブリュッヘル率いるプロイセン軍が続々と到着したため、フランス軍は戦列を維持し得なくなりついに敗走、ワーテルロー戦役は終結した。
敗戦後、フーシェは、彼にパスポートを与えて亡命を提案したが、ネイはそれを断り、8月3日に身柄を拘束された。再び権力の座に戻ったルイ18世の政府によって反逆罪に問われ、1815年12月6日に銃殺刑に処せられた。ネイやミュラの銃殺は、ルイ18世の個人的な復讐であると言われているが、ネイ自身はこの時、同僚将官による軍法会議で裁かれるのを拒み、フランスの上院議員の資格を盾にとって、王党派で占められた上院による裁判を受けている。貴族院では、161票中139票の賛成で有罪となり、賛成票を投じた中にはケレルマン、マルモン、ペリニョン、セリュリエ、ヴィクトルらも含まれた。

## 人物

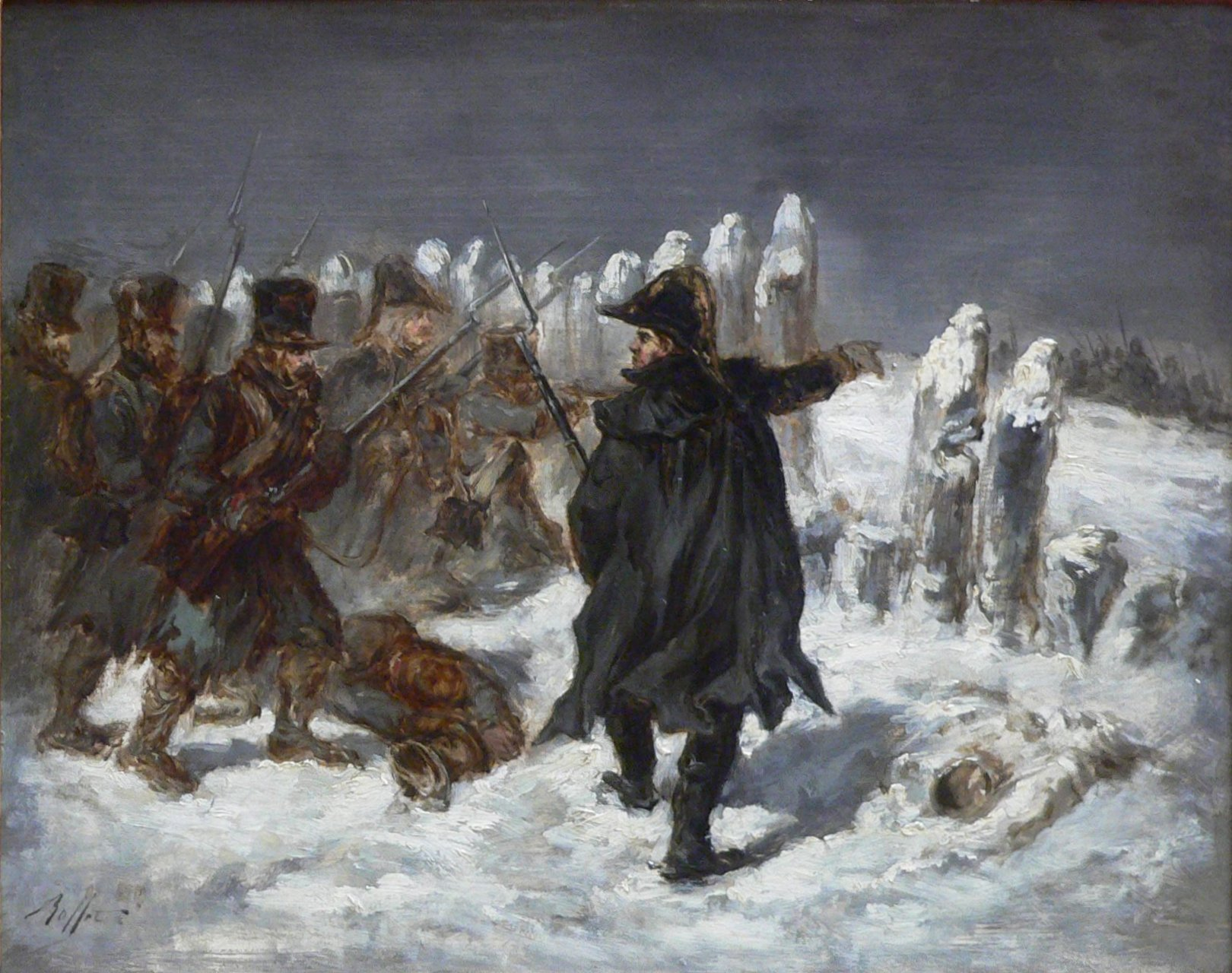
カウナスの戦いでのネイ （ドニ＝オーギュスト＝マリ・ラフェ画）

生まれた環境からフランス語とドイツ語を流暢に話した。
多芸な人物としても知られ、特にフルート・クラリネットの演奏、チェスに関しては名手だったという。
誠実で人当たりが良く、俠気に溢れており、その人柄は多くの人間に敬愛された。
指揮官としては特に粘り強さを身上としており、防御退却戦で後衛を率いて数々の伝説的武勲を挙げた。ロシアからの退却戦では自ら銃を取って、ロシア兵と戦った。攻撃においても個人的勇気と敢闘精神に富んでいたが、大軍を組織的に運用することは不得手で、猪突して孤立するという失敗もしばしば犯している。たとえばワーテルローではウェリントンの後退を退却と誤認して騎兵すべてを投入してしまい、予備兵力を失っている。
ナポレオンは流刑となった後の回想でネイを厳しく批判することもあれば、最大限に賞賛することもあった。
ネイはリュクサンブール庭園近郊のグルネル平原で銃殺されたが、このとき目隠しを薦められると「君は私が20年以上も前から銃弾を直視してきたことを知らないのか?」と言い返している。銃殺された場所には彼の銅像が立てられている。最期の言葉は、

「兵士諸君、これが最後の命令だ。私が号令を発したらまっすぐ心臓を狙って撃て。私はこの不当な判決に抗議する。私はフランスのために百度戦ったが、一度として祖国に逆らったことはない」

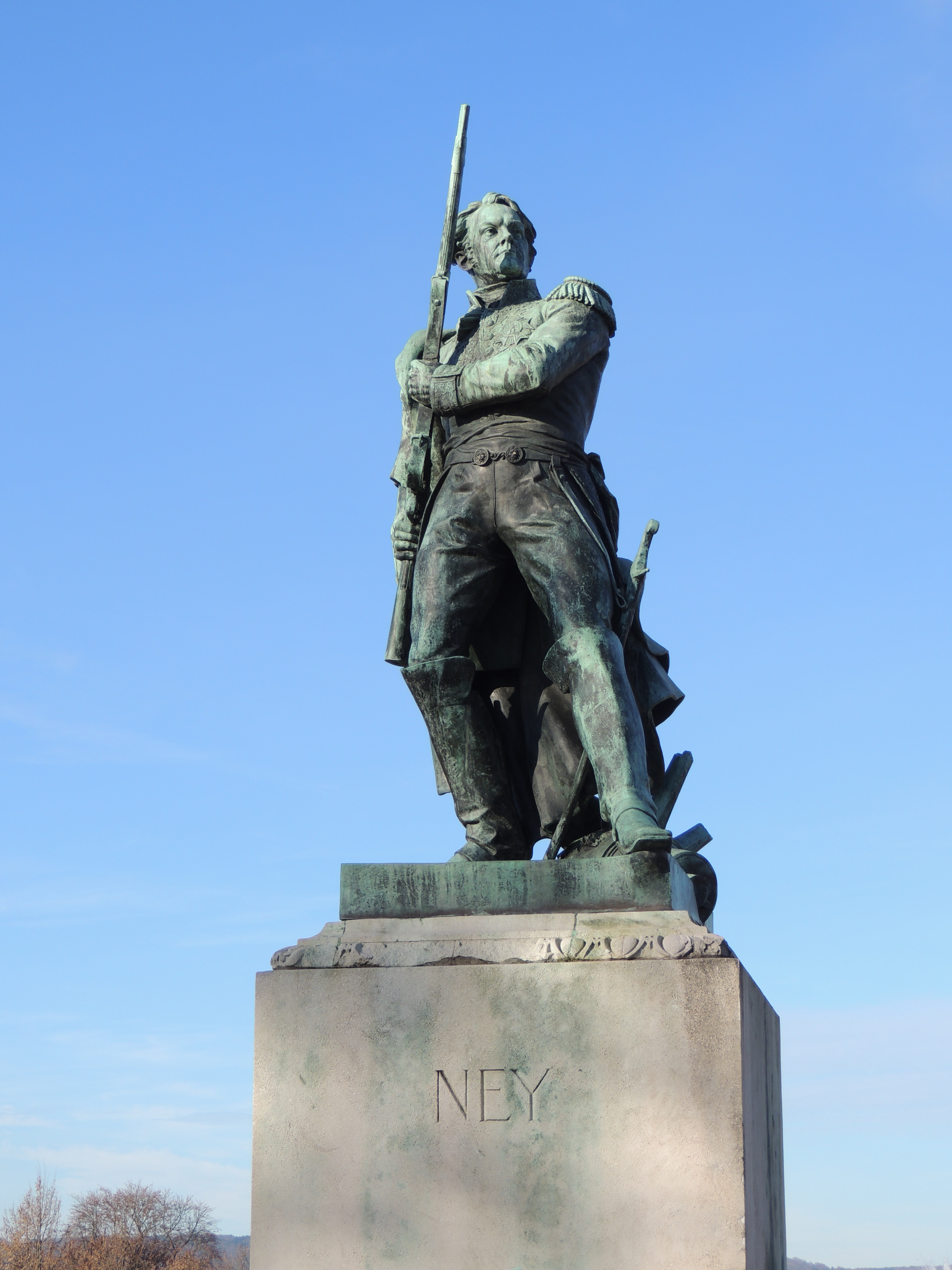
ネイの立像(フランス、モゼル県、メス)

であった。

## 栄典・顕彰
- 1804年5月19日 - フランス元帥
- 1805年2月2日 -  レジオンドヌール勲章グランクロワ
- 1808年6月6日 - エルヒンゲン公爵
- 1813年3月25日 - モスクワ大公
- 鉄冠勲章（フランス語版）
- エトワール凱旋門 - 第13列目（西柱）の上から5番目に名を刻まれている。
- ブルヴァール・デ・マレショー - パリ18区を走る区間が「ブルヴァール・ネイ（ネイ通り）」と名づけられている。
- マーシャル・ネイ級モニター（英語版）/ マーシャル・ネイ- 第一次世界大戦期のイギリスのモニター艦。